# Odra 1304
Odra 1304 – tranzystorowy komputer drugiej generacji skonstruowany w latach około 1968–1969 w Zakładach Elektronicznych Elwro we Wrocławiu; w roku 1970 wyprodukowano pierwszych 8 egzemplarzy, a potem do 1973 w kolejnych latach: 25, 37 i 20 sztuk, łącznie 90 egzemplarzy.
Maszyna zgodna logicznie i programowo z ICL 1904, wyposażana w system operacyjny EXEC z nakładką GEORGE 2 albo GEORGE 3 i narzędzia firmy ICL do tworzenia aplikacji. Podczas publicznej prezentacji w 1970 okazała się szybsza niż ICL 1904. Była także o prawie połowę mniejsza niż ICL 1904 oraz zużywała mniej energii elektrycznej i wydzielała mniej ciepła.

## Dane techniczne[3]
- typ: komputer równoległy II generacji
- seria: Odra 1300
- słowo maszynowe długości 24 bity
- szybkość operacji: 50 000 dodawań na sekundę
- języki programowania: Fortran 1900, PLAN, ALGOL, COBOL, SIMON, CSL
- pamięć operacyjna: ferrytowa 32, 64 lub 128 Ksłów maszynowych i cyklu dostępu 6 μs
- pamięć stała mikroprogramu: pamięć transformatorowa[4], 512 słów 44-bitowych[5]
- pamięć masowa:
  - pamięć taśmowa PT-2 albo PT-3
  - pamięć dyskowa 8 MB (produkcji bułgarskiej), rzadziej 64 MB produkcji ICL
- urządzenia we-wy
  - monitor – elektryczna maszyna do pisania (dalekopis)
  - czytnik taśmy perforowanej
  - czytnik kart perforowanych
  - perforator taśmy
  - drukarka wierszowa
  - multiplekser
  - terminale
- koszt 1 miliona operacji (w cenach z 1976 r.): 0,078 zł

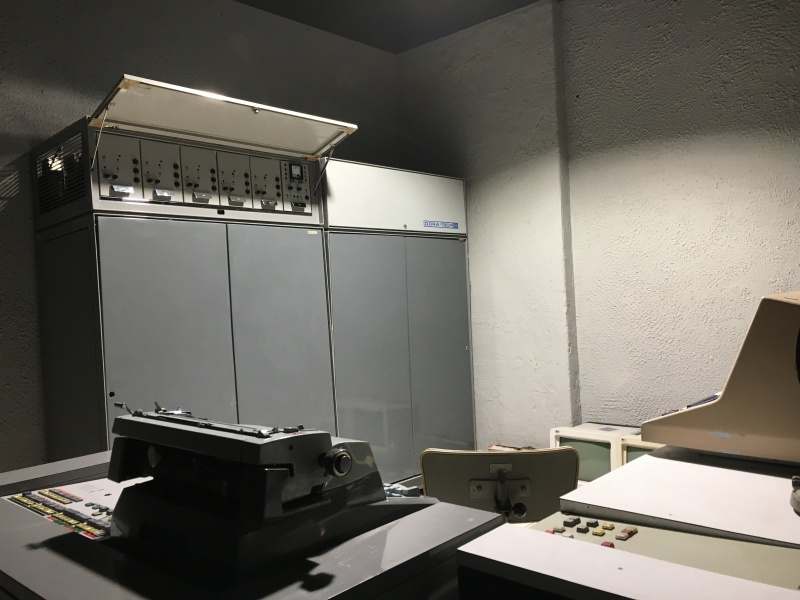
Komputer ODRA 1304 jedyny zachowany w Polsce w Muzeum Historii Komputerów i Informatyki w Katowicach

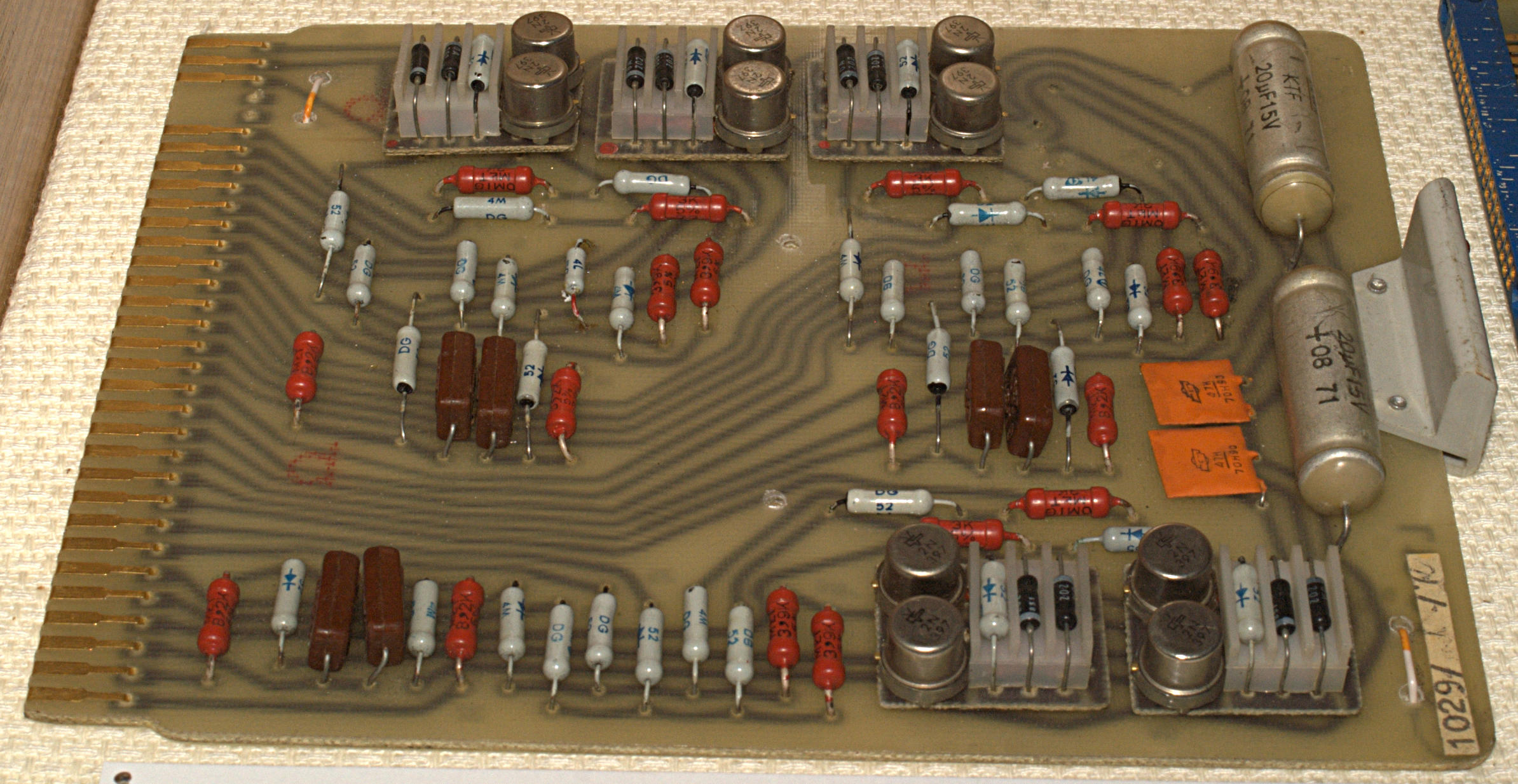
Pakiet komputerów Odra 1204 i 1304 w Muzeum Komputerów na Politechnice Wrocławskiej

## Odra 1304 w muzeach
Od 2018 w Muzeum Historii Komputerów i Informatyki w Katowicach, w trakcie renowacji.